# Подол (Семёновский район)
Подол (укр. Поділ) — село,
Беляковский сельский совет,
Семёновский район,
Полтавская область,
Украина.
Код КОАТУУ — 5324580403. Население по переписи 2001 года составляло 232 человека.

## Географическое положение
Село Подол находится на правом берегу реки Хорол,
выше по течению на расстоянии в 2,5 км расположено село Грицаи,
ниже по течению на расстоянии в 5 км расположено село Демченки (Глобинский район),
на противоположном берегу — село Беляки.
Вдоль русла реки проведено несколько ирригационных каналов.

## История
Село указано на трехверстовке Полтавской области. Военно-топографическая карта.1869 года как хутора без названия